# Convoi HX 42
Le convoi HX 42 est un convoi passant dans l'Atlantique nord, pendant la Seconde Guerre mondiale. Il part de Halifax au Canada le 12 mai 1940 pour différents ports du Royaume-Uni et de la France. Il arrive à Liverpool le 28 mai 1940.

## Composition du convoi
Ce convoi est constitué de 47 cargos :
- Royaume-Uni : 39 cargos
- Grèce : 1 cargo
- Norvège : 5 cargos
- France : 1 cargo
- Panama : 1 cargo

22 cargos viennent d'un convoi provenant des Bermudes, escorté par le HMS Rajputana (en).

## L'escorte
Ce convoi est escorté en début de parcours par :
- les destroyers canadiens : HMCS Restigouche et HMCS St. Laurent
- Un paquebot armé britannique : RMS Laconia

## Le voyage
Les destroyers canadiens quittent le convoi le 13 mai. Le 24 mai, un aviso HMS Rochester (en) et une corvette HMS Gladiolus (en) rejoignent le convoi alors que le paquebot prend le large. Le HMS Rochester quitte l'escorte la veille de l'arrivée.